# Bacteroides ureolyticus
Bacteroides ureolyticus es una especie de bacterias Gram-negativas, anaeróbicas del género Bacteroides. Las especies de Bacteroides son bacilos qué no forman endosporas y pueden ser móviles o no móviles según la especie. La composición de bases del ADN es 40–48% GC. Inusual en organismos de Bacteroides contienen esfingolípidos. También contienen ácido diaminopimélico en su capa de peptidoglucano.
Bacteroidetes son normalmente mutualistas, una parte sustancial de la flora gastrointestinal de los mamíferos y procesan moléculas en otras más simples. Se han reportado hasta 1010-1011 células por gramo en heces humanos. Pueden usar azúcares simples cuándo estén disponibles; Sin embargo las principales fuentes de energía para las especies de Bacteroides en el intestino son los complejos glucano vegetales y derivados del huésped.

## Fisiopatología
Se han aislado Bacteroides ureolyticus de mujeres embarazadas con síntomas de vaginosis bacteriana.

## Otras especies
- B. acidifaciens
- B. distasonis (Reclasificado cómo Parabacteroides distasonis)
- B. gracilis
- B. fragilis
- B. oris
- B. ovatus
- B. putredinis
- B. pyogenes
- B. stercoris
- B. suis
- B. tectus
- B. thetaiotaomicron
- B. thetaitamicron
- B. vulgatus